# Copa Centroamericana 2011
La Copa Centroamericana 2011 fue la undécima edición del torneo internacional de selecciones organizado por la Unión Centroamericana de Fútbol, antes conocida como Copa de Naciones de UNCAF. La misma confirmó a Panamá como sede, por segunda vez en la historia del certamen. Los partidos fueron jugados en el Estadio Rommel Fernández, de la ciudad de Panamá.
El evento contó con la participación de siete equipos, que corresponden a los miembros estables de la UNCAF. Los participantes fueron divididos en dos grupos, uno de cuatro equipos y otro de tres, respectivamente. Los dos primeros de cada grupo se clasificaron directamente a las semifinales y a la Copa de Oro, también se disputará un quinto lugar para elegir el último cupo para esta copa. La selección ganadora fue Honduras, por tercera vez en la historia del evento.

## Elección
El 29 de enero de 2010, la Unión Centroamericana de Fútbol (UNCAF) realizó en Guatemala su reunión de trabajo con los representantes de las asociaciones, y confirmó a Panamá como sede. El torneo se celebró del 14 de enero de 2011 al 23 de enero de 2011.

## Equipos participantes
En esta competición participaron los siete equipos afiliados a la Unión Centroamericana de Fútbol (UNCAF) que son:
| Equipos participantes | Equipos participantes | Equipos participantes | Equipos participantes | Equipos participantes | Equipos participantes | Equipos participantes |
| --------------------- | --------------------- | --------------------- | --------------------- | --------------------- | --------------------- | --------------------- |
| Belice                | Costa Rica            | El Salvador           | Guatemala             | Honduras              | Panamá                | Nicaragua             |

## Sorteo
El 2 de septiembre de 2010 se realizó el sorteo que determinó los grupos para el torneo. El mismo se llevó a cabo en la ciudad de Panamá, a las 7:00 p. m. en el Hotel Intercontinental Miramar, Salón Grand Ballroom. Costa Rica fue cabeza de serie de una llave, y Panamá de la otra.
| Cabezas de Serie  | Bolillero                                       |
| ----------------- | ----------------------------------------------- |
| Panamá Costa Rica | Honduras El Salvador Nicaragua Guatemala Belice |

El sorteo dio por resultado que Panamá, actual campeón poseedor del título, encabezaría el Grupo A junto a El Salvador, Belice y Nicaragua, mientras que el Grupo B comprende a Costa Rica, Honduras y Guatemala. Clasifican los dos primeros de cada grupo a la Copa Oro, y los dos terceros juegan por la quinta plaza.

## Sede
El Estadio Rommel Fernández fue el escenario del torneo. Fue totalmente remodelado para los IX Juegos Deportivos Centroamericanos, y —con capacidad para 32 mil espectadores— es uno de los más modernos del área centroamericana.

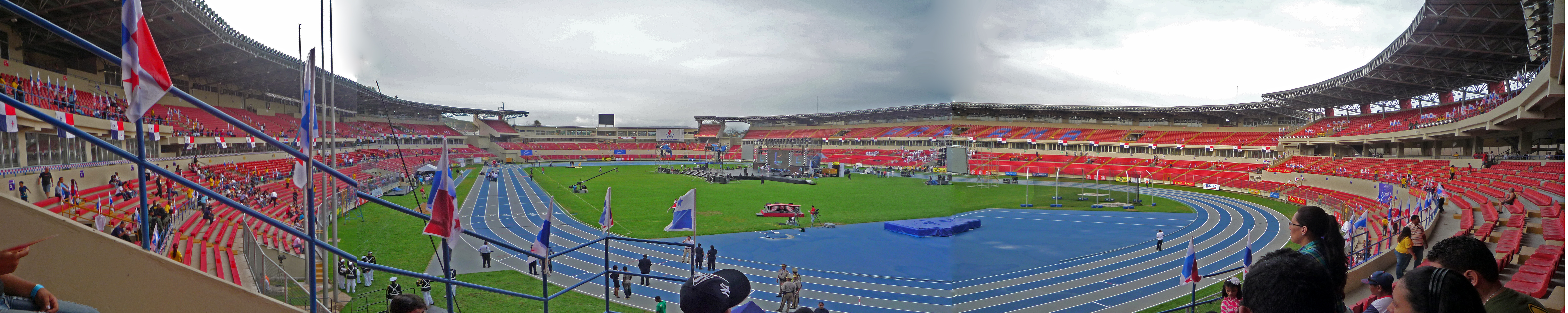
El Estadio Rommel Fernández es el escenario en el que se jugó este torneo.

### Árbitros
En el 2010 fue anunciada por la Uncaf la lista de árbitros para la competencia. La lista incluye ocho árbitros principales y nueve asistentes.
La lista de árbitros fue la siguiente:
| - Wálter Quesada - Ricardo Cerdas - Marco Brea - Joel Aguilar - Walter López | - Benigno Pineda - Roberto García - Roberto Moreno |

La lista de árbitros asistentes es la siguiente:
| - Daniel Ake - Leonel Leal - William Torres - Hermenérito Leal - Gerson López | - Juan Rodas - Keytzel Corrales - Daniel Williamson - Jamie Smith |

## Sistema de competición

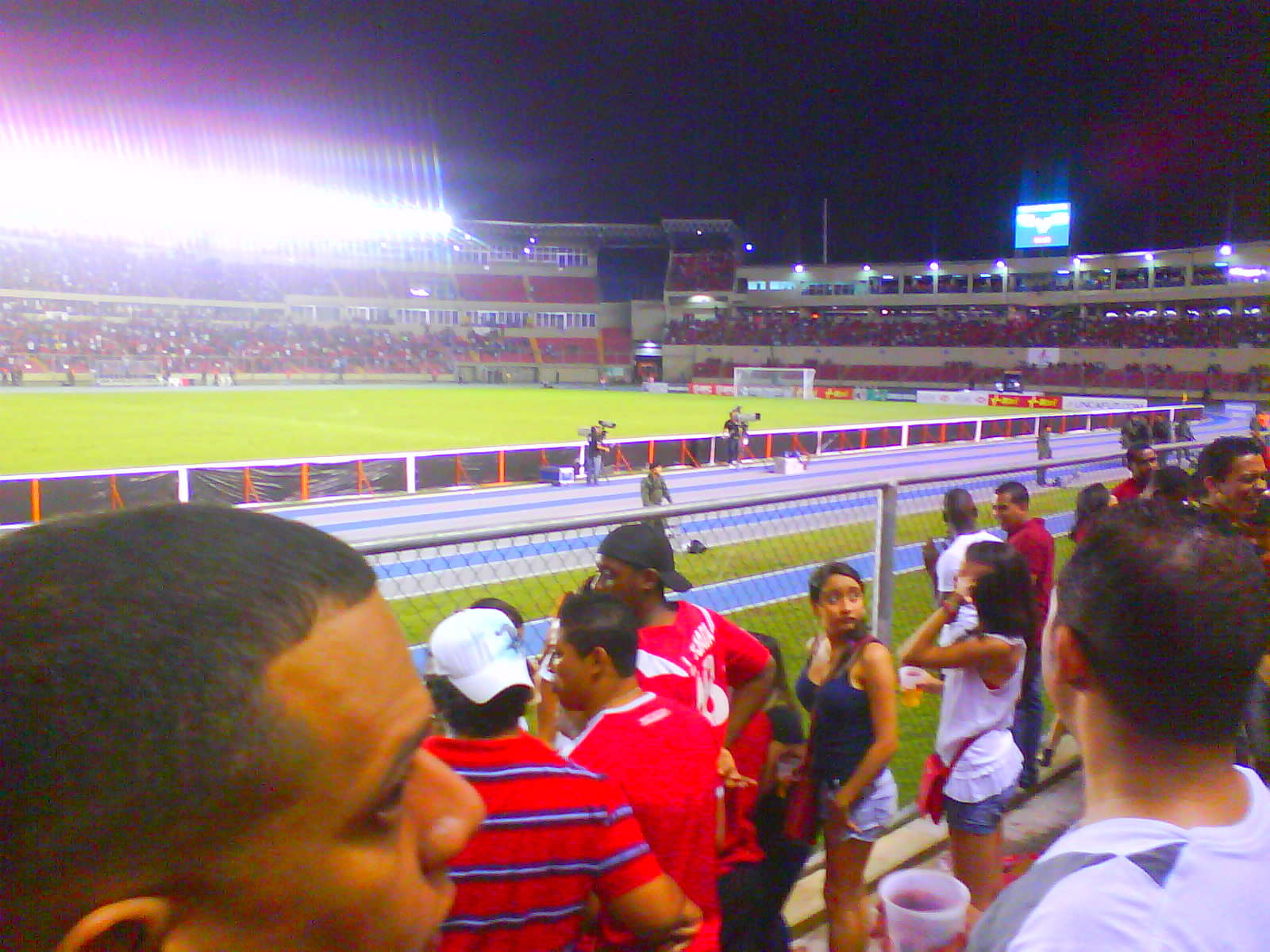
Partido entre la Selección de Panamá y El Salvador.

Los siete equipos se dividieron en dos grupos, uno de cuatro y otro de tres que se enfrentaron entre sí. Los dos primeros de cada grupo clasificaron a las semifinales, y jugarán en la Copa Oro 2011. Por su parte, los terceros de cada grupo quedaron eliminados de la disputa por el título de la Copa Centroamericana, pero jugaron un partido por el quinto lugar, que dio al vencedor el quinto cupo a la Copa Oro.

## Desarrollo
El grupo A fue dominado por Panamá que clasificó invicto con 9 puntos, 6 goles a favor y cero en contra, luego le siguió El Salvador con 6 puntos y las selecciones de Belice y Nicaragua quedaron empatadas a un punto cada una, quedando las dos fueras de competencia, pero los nicas, por tener mejor diferencia de goles, tuvieron la opción de jugar ante Guatemala, el tercero del grupo B por el quinto lugar y último boleto a Copa de Oro.
El grupo B fue más parejo por los 3 equipos que lo conformaron. La selección de Honduras se quedó con el primer lugar del grupo B con 4 puntos, empatada con Costa Rica, aunque los hondureños clasificaron primeros por la mejor diferencia de goles tras su victoria contra Guatemala (3:1).
Panamá jugó la semifinal de la Copa Centroamericana contra Costa Rica, y Honduras lo hizo contra El Salvador, después que quedaran definidos los cruces tras la última jornada de grupos disputada en el Estadio Rommel Fernández de la capital panameña. Las cuatro selecciones obtuvieron además la clasificación para la próxima Copa de Oro a disputarse en los Estados Unidos en junio de 2011, luego Guatemala derrotó a Nicaragua 2:1 y se clasificó como 5.º lugar.
En las semifinales, Honduras derrotó a El Salvador ganándole 2:0, y la selección anfitriona cayó en los penales 2:4 ante la selección de Costa Rica, por lo que la final fue entre Honduras y Costa Rica, ganada por la selección bicolor con marcador de 2:1.

## Resultados
- Los horarios corresponden a la hora de Panamá (UTC-5)[12]

### Fase de grupos

#### Grupo A
| País        | J | G | E | P | GF | GC | GD | Pts |
| ----------- | - | - | - | - | -- | -- | -- | --- |
| Panamá      | 3 | 3 | 0 | 0 | 6  | 0  | +6 | 9   |
| El Salvador | 3 | 2 | 0 | 1 | 7  | 4  | +3 | 6   |
| Nicaragua   | 3 | 0 | 1 | 2 | 1  | 5  | −4 | 1   |
| Belice      | 3 | 0 | 1 | 2 | 3  | 8  | −5 | 1   |

| 14 de enero de 2011, 17:00 | El Salvador           | 2:0 (0:0) | Nicaragua | Estadio Rommel Fernández, Panamá                                       |                                                                        |
|                            | Alas 71' · Burgos 76' | Reporte   |           | Asistencia: 2.000 espectadores Árbitro(s): Wálter Quesada (Costa Rica) | Asistencia: 2.000 espectadores Árbitro(s): Wálter Quesada (Costa Rica) |

| 14 de enero de 2011, 21:00 | Panamá                  | 2:0 (2:0) | Belice | Estadio Rommel Fernández, Panamá                                   |                                                                    |
|                            | Aguilar 20' · Brown 28' | Reporte   |        | Asistencia: 10.000 espectadores Árbitro(s): José Pineda (Honduras) | Asistencia: 10.000 espectadores Árbitro(s): José Pineda (Honduras) |

| 16 de enero de 2011, 15:00 | Belice                     | 2:5 (1:2) | El Salvador                                           | Estadio Rommel Fernández, Panamá        |                                         |
|                            | Smith 44' · O. Jiménez 75' | Reporte   | Romero 15' · Burgos 24', 46' · Alas 54' · Umanzor 58' | Árbitro(s): Ricardo Cerdas (Costa Rica) | Árbitro(s): Ricardo Cerdas (Costa Rica) |

| 16 de enero de 2011, 19:00 | Panamá                    | 2:0 (1:0) | Nicaragua | Estadio Rommel Fernández, Panamá     |                                      |
|                            | Cooper 16' · Rentería 79' | Reporte   |           | Árbitro(s): Walter López (Guatemala) | Árbitro(s): Walter López (Guatemala) |

| 18 de enero de 2011, 17:00 | Nicaragua           | 1:1 (1:0) | Belice         | Estadio Rommel Fernández, Panamá |                               |
|                            | Espinoza 10' (pen.) | Reporte   | D. Jiménez 81' | Árbitro(s): Marco Brea (Cuba)    | Árbitro(s): Marco Brea (Cuba) |

| 18 de enero de 2011, 21:00 | Panamá                   | 2:0 (1:0) | El Salvador | Estadio Rommel Fernández, Panamá    |                                     |
|                            | Aguilar 24' · Cooper 78' | Reporte   |             | Árbitro(s): Roberto García (México) | Árbitro(s): Roberto García (México) |

#### Grupo B
| País       | J | G | E | P | GF | GC | GD | Pts |
| ---------- | - | - | - | - | -- | -- | -- | --- |
| Honduras   | 2 | 1 | 1 | 0 | 4  | 2  | +2 | 4   |
| Costa Rica | 2 | 1 | 1 | 0 | 3  | 1  | +2 | 4   |
| Guatemala  | 2 | 0 | 0 | 2 | 1  | 5  | −4 | 0   |

| 14 de enero de 2011, 19:00 | Costa Rica   | 1:1 (1:0) | Honduras       | Estadio Rommel Fernández, Panamá                                   |                                                                    |
|                            | V. Núñez 42' | Reporte   | R. Núñez 90+1' | Asistencia: 6.000 espectadores Árbitro(s): Roberto García (México) | Asistencia: 6.000 espectadores Árbitro(s): Roberto García (México) |

| 16 de enero de 2011, 17:00 | Guatemala | 0:2 (0:0) | Costa Rica     | Estadio Rommel Fernández, Panamá    |                                     |
|                            |           | Reporte   | Ureña 48', 82' | Árbitro(s): Roberto Moreno (Panamá) | Árbitro(s): Roberto Moreno (Panamá) |

| 18 de enero de 2011, 19:00 | Honduras                       | 3:1 (2:1) | Guatemala   | Estadio Rommel Fernández, Panamá       |                                        |
|                            | R. Núñez 13' · Claros 41', 85' | Reporte   | Ramírez 24' | Árbitro(s): Joel Aguilar (El Salvador) | Árbitro(s): Joel Aguilar (El Salvador) |

### Fase de eliminación directa
|  | Semifinales         | Semifinales         |   |               | Final               | Final               |  |
|  | 21 de enero de 2011 | 21 de enero de 2011 |   |               | 23 de enero de 2011 | 23 de enero de 2011 |  |
|  |                     |                     |   |               |                     |                     |  |
|  |                     |                     |   |               |                     |                     |  |
|  | Honduras            | 2                   |   |               |                     |                     |  |
|  | El Salvador         | 0                   |   |               |                     |                     |  |
|  |                     |                     |   |               |                     |                     |  |
|  |                     |                     |   |               |                     |                     |  |
|  |                     |                     |   |               | Honduras            | 2                   |  |
|  |                     | Costa Rica          | 1 |               |                     |                     |  |
|  |                     |                     |   |               |                     |                     |  |
|  |                     |                     |   |               |                     |                     |  |
|  |                     |                     |   |               | Tercer lugar        |                     |  |
|  |                     |                     |   |               |                     |                     |  |
|  | Panamá              | 1 (2)               |   | Panamá (pen.) | 0 (5)               |                     |  |
|  | Costa Rica (pen.)   | 1 (4)               |   |               | El Salvador         | 0 (4)               |  |

#### Quinto lugar
| 21 de enero de 2011, 16:00 | Nicaragua     | 1:2 (1:1) | Guatemala           | Estadio Rommel Fernández, Panamá                                   |                                                                    |
|                            | Rodríguez 23' | Reporte   | Ruiz 44' · León 65' | Asistencia: 5.000 espectadores Árbitro(s): Roberto García (México) | Asistencia: 5.000 espectadores Árbitro(s): Roberto García (México) |

#### Semifinales
| 21 de enero de 2011, 18:30 | Honduras                 | 2:0 (0:0) | El Salvador | Estadio Rommel Fernández, Panamá                                       |                                                                        |
|                            | Leverón 77' Chávez 90+3' | Reporte   |             | Asistencia: 5.000 espectadores Árbitro(s): Wálter Quesada (Costa Rica) | Asistencia: 5.000 espectadores Árbitro(s): Wálter Quesada (Costa Rica) |

| 21 de enero de 2011, 21:00 | Panamá                            | 1:1 (0:0) (2:4 p.)         | Costa Rica                                 | Estadio Rommel Fernández, Panamá                                       |                                                                        |
|                            | Pérez 76'                         | Reporte                    | Borges 67'                                 | Asistencia: 30.000 espectadores Árbitro(s): Joel Aguilar (El Salvador) | Asistencia: 30.000 espectadores Árbitro(s): Joel Aguilar (El Salvador) |
|                            |                                   | Tiros desde el punto penal |                                            |                                                                        |                                                                        |
|                            | Pérez · G. Torres · Gómez · Baloy |                            | Borges · Núñez · Ureña · Marshall · Miller |                                                                        |                                                                        |

#### Tercer lugar
| 23 de enero de 2011, 15:30 | El Salvador                                     | 0:0 (4:5 p.)               | Panamá                                      | Estadio Rommel Fernández, Panamá      |                                       |
|                            |                                                 | Reporte                    |                                             | Árbitro(s): Benigno Pineda (Honduras) | Árbitro(s): Benigno Pineda (Honduras) |
|                            |                                                 | Tiros desde el punto penal |                                             |                                       |                                       |
|                            | Álvarez · J. Alas · Blanco · Portillo · D. Alas |                            | Brown · Torres · Bonaga · Davis · Henríquez |                                       |                                       |

#### Final
|       | POR   | Noel Valladares        |     |
|       | DEF   | Mauricio Sabillón      | 78' |
|       | DEF   | Juan Carlos García     |     |
|       | DEF   | Osman Chávez           |     |
|       | DEF   | Johnny Leverón         |     |
|       | MED   | Ramón Núñez            | 46' |
|       | MED   | Jorge Claros           |     |
|       | MED   | Mario Roberto Martínez |     |
|       | MED   | Alfredo Mejía          |     |
|       | DEL   | Emil Martínez          | 63' |
|       | DEL   | Walter Martínez        |     |
| D. T. | D. T. | Juan de Dios Castillo  |     |

|       | POR   | Donny Grant        |     |
|       | DEF   | Roy Miller         |     |
|       | DEF   | Dave Myrie         |     |
|       | DEF   | Heiner Mora        |     |
|       | DEF   | Dennis Marshall    |     |
|       | DEF   | Darío Delgado      |     |
|       | MED   | Celso Borges       |     |
|       | MED   | Allen Guevara      | 46' |
|       | MED   | José Miguel Cubero | 54' |
|       | DEL   | Josué Martínez     | 66' |
|       | DEL   | Marco Ureña        |     |
| D. T. | D. T. | Ricardo La Volpe   |     |

|  | DEF | Mariano Acevedo | 46' |
|  | MED | Marvin Chávez   | 63' |
|  | DEF | Johnny Palacios | 78' |
|  |     |                 |     |

|  | 8'  | Walter Martínez |
|  | 52' | Emil Martínez   |

|  | 73' | Marco Ureña |

| 29' | Mauricio Sabillón |  |
| 36' | Emil Martínez     |  |
| 79' | Johnny Palacios   |  |
| 90' | Johnny Leverón    |  |
|     |                   |  |
|     |                   |  |
|     |                   |  |

| 69' | Marco Ureña |  |
|     |             |  |
|     |             |  |
|     |             |  |
|     |             |  |

|  |  |  |

| Otorgado · Otorgado otra vez · Expulsado | 51' 62' | Darío Delgado |

| Árbitro             | Walter López     |
| Árbitros asistentes | Hermenerito Leal |
| Árbitros asistentes | Gerson López     |
| Cuarto Árbitro      | Roberto Moreno   |

|  | 8'  | Walter Martínez |
|  | 52' | Emil Martínez   |

|  | 73' | Marco Ureña |

| 29' | Mauricio Sabillón |  |
| 36' | Emil Martínez     |  |
| 79' | Johnny Palacios   |  |
| 90' | Johnny Leverón    |  |
|     |                   |  |
|     |                   |  |
|     |                   |  |

| 69' | Marco Ureña |  |
|     |             |  |
|     |             |  |
|     |             |  |
|     |             |  |

|  |  |  |

| Otorgado · Otorgado otra vez · Expulsado | 51' 62' | Darío Delgado |

| Árbitro             | Walter López     |
| Árbitros asistentes | Hermenerito Leal |
| Árbitros asistentes | Gerson López     |
| Cuarto Árbitro      | Roberto Moreno   |

|       | POR   | Noel Valladares        |     |
|       | DEF   | Mauricio Sabillón      | 78' |
|       | DEF   | Juan Carlos García     |     |
|       | DEF   | Osman Chávez           |     |
|       | DEF   | Johnny Leverón         |     |
|       | MED   | Ramón Núñez            | 46' |
|       | MED   | Jorge Claros           |     |
|       | MED   | Mario Roberto Martínez |     |
|       | MED   | Alfredo Mejía          |     |
|       | DEL   | Emil Martínez          | 63' |
|       | DEL   | Walter Martínez        |     |
| D. T. | D. T. | Juan de Dios Castillo  |     |

|       | POR   | Donny Grant        |     |
|       | DEF   | Roy Miller         |     |
|       | DEF   | Dave Myrie         |     |
|       | DEF   | Heiner Mora        |     |
|       | DEF   | Dennis Marshall    |     |
|       | DEF   | Darío Delgado      |     |
|       | MED   | Celso Borges       |     |
|       | MED   | Allen Guevara      | 46' |
|       | MED   | José Miguel Cubero | 54' |
|       | DEL   | Josué Martínez     | 66' |
|       | DEL   | Marco Ureña        |     |
| D. T. | D. T. | Ricardo La Volpe   |     |

|  | DEF | Mariano Acevedo | 46' |
|  | MED | Marvin Chávez   | 63' |
|  | DEF | Johnny Palacios | 78' |
|  |     |                 |     |

|  | 8'  | Walter Martínez |
|  | 52' | Emil Martínez   |

|  | 73' | Marco Ureña |

| 29' | Mauricio Sabillón |  |
| 36' | Emil Martínez     |  |
| 79' | Johnny Palacios   |  |
| 90' | Johnny Leverón    |  |
|     |                   |  |
|     |                   |  |
|     |                   |  |

| 69' | Marco Ureña |  |
|     |             |  |
|     |             |  |
|     |             |  |
|     |             |  |

|  |  |  |

| Otorgado · Otorgado otra vez · Expulsado | 51' 62' | Darío Delgado |

| Árbitro             | Walter López     |
| Árbitros asistentes | Hermenerito Leal |
| Árbitros asistentes | Gerson López     |
| Cuarto Árbitro      | Roberto Moreno   |

|  | 8'  | Walter Martínez |
|  | 52' | Emil Martínez   |

|  | 73' | Marco Ureña |

| 29' | Mauricio Sabillón |  |
| 36' | Emil Martínez     |  |
| 79' | Johnny Palacios   |  |
| 90' | Johnny Leverón    |  |
|     |                   |  |
|     |                   |  |
|     |                   |  |

| 69' | Marco Ureña |  |
|     |             |  |
|     |             |  |
|     |             |  |
|     |             |  |

|  |  |  |

| Otorgado · Otorgado otra vez · Expulsado | 51' 62' | Darío Delgado |

| Árbitro             | Walter López     |
| Árbitros asistentes | Hermenerito Leal |
| Árbitros asistentes | Gerson López     |
| Cuarto Árbitro      | Roberto Moreno   |

## Campeón
| Campeón Honduras |
| Tercer título    |

## Estadísticas
| Equipo | Equipo      | Pts | PJ | PG | PE | PP | GF | GC | Dif | Rend  |
| ------ | ----------- | --- | -- | -- | -- | -- | -- | -- | --- | ----- |
| 1      | Honduras    | 10  | 4  | 3  | 1  | 0  | 8  | 2  | 6   | 83%   |
| 2      | Panamá      | 10  | 5  | 3  | 2  | 0  | 7  | 1  | 6   | 83%   |
| 3      | El Salvador | 6   | 4  | 2  | 0  | 2  | 7  | 6  | 1   | 66,6% |
| 4      | Costa Rica  | 5   | 4  | 1  | 2  | 1  | 5  | 4  | 1   | 75%   |
| 5      | Guatemala   | 3   | 3  | 1  | 0  | 2  | 3  | 6  | -3  | 33%   |
| 6      | Nicaragua   | 1   | 4  | 0  | 1  | 3  | 2  | 7  | -5  | 11%   |
| 7      | Belice      | 1   | 3  | 0  | 0  | 3  | 3  | 8  | -5  | 0%    |

## Premios y reconocimientos

### Goleadores
| Jugador        | Selección   | Goles |
| -------------- | ----------- | ----- |
| Marco Ureña    | Costa Rica  | 3     |
| Rafael Burgos  | El Salvador | 3     |
| Armando Cooper | Panamá      | 2     |
| Edwin Aguilar  | Panamá      | 2     |
| Jaime Alas     | El Salvador | 2     |
| Jorge Claros   | Honduras    | 2     |
| Ramón Núñez    | Honduras    | 2     |

### Jugador más valioso
| Jugador     | Selección |
| ----------- | --------- |
| Ramón Núñez | Honduras  |

### Portero menos vencido
| Jugador      | Selección |
| ------------ | --------- |
| Jaime Penedo | Panamá    |

## Clasificados
Países clasificados a la Copa Oro 2011:
| Equipos Clasificados a la Copa Oro | Equipos Clasificados a la Copa Oro | Equipos Clasificados a la Copa Oro | Equipos Clasificados a la Copa Oro | Equipos Clasificados a la Copa Oro |
| ---------------------------------- | ---------------------------------- | ---------------------------------- | ---------------------------------- | ---------------------------------- |
| El Salvador                        | Panamá                             | Costa Rica                         | Honduras                           | Guatemala                          |